# Slide (singel)
Slide – piosenka amerykańskiego zespołu Goo Goo Dolls. Singiel pochodzi z szóstego studyjnego albumu grupy, Dizzy Up the Girl. Przez jakiś czas utrzymywały się spekulacje dotyczące znaczenia utworu, ale Johnny Rzeznik w 2002, w programie VH1 Storytellers wyjaśnił, że był on kierowany do pewnej dziewczyny z katolickiego środowiska, która zaszła w ciążę. Ona i jej chłopak zastanawiali się nad możliwością aborcji lub małżeństwem.
Inna wersja utworu nosi tytuł „Pride” i jest wykonywana razem z Elmem z Ulicy Sezamkowej. Muzyka jest ta sama, tylko słowa uległy zmianie.
Kompozycja „Slide” znalazła się na 9. miejscu listy 100 najlepszych piosenek pop z lat 1992–2012, opublikowanej przez magazyn „Billboard”.

## Spis utworów na singlu
1. „Slide” – 3:33
2. „Acoustic #3" – 1:56
3. „Nothing Can Change You” (cover utworu Tommy’ego Keene) – 3:14